# Bandirektör

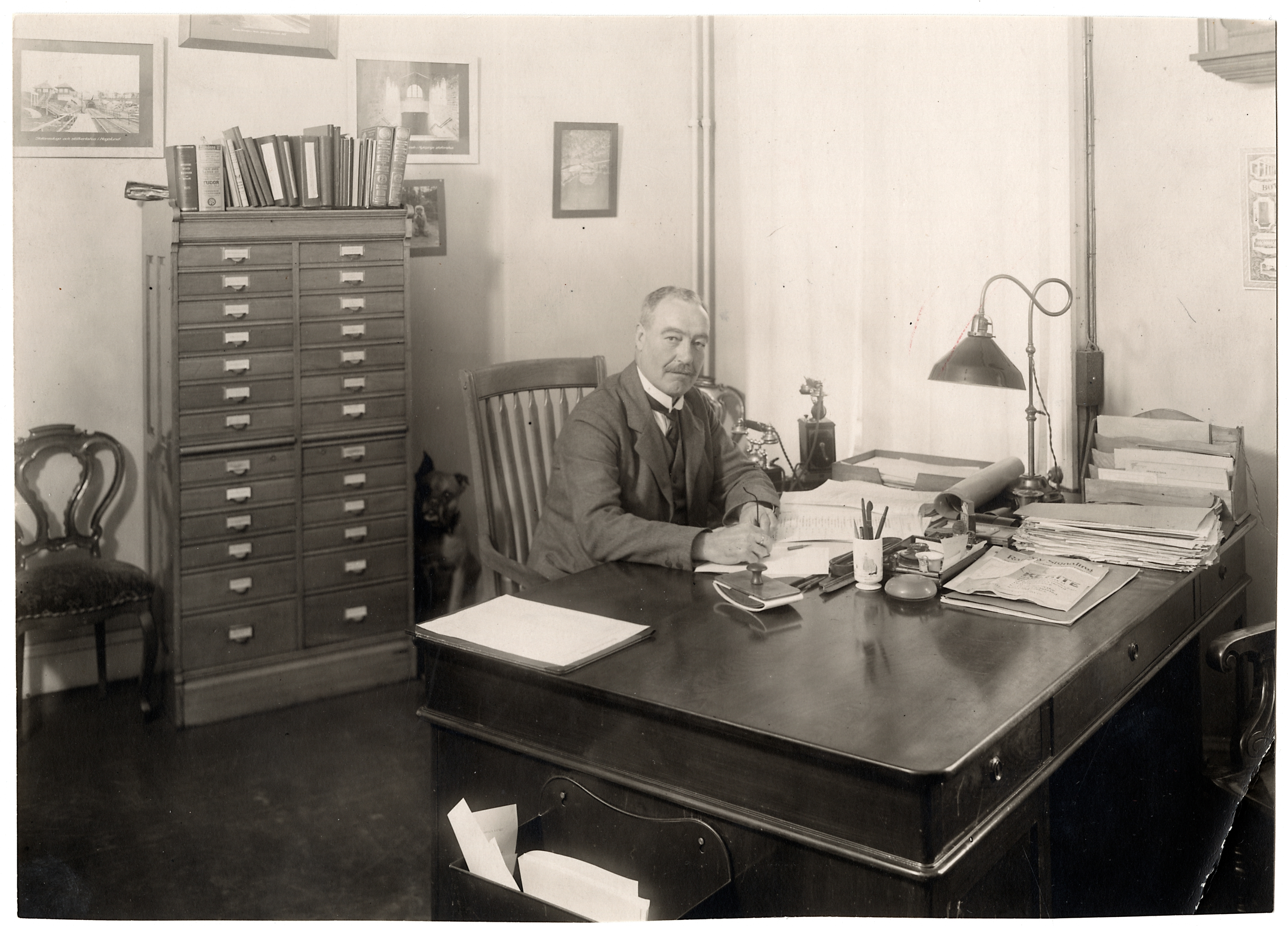
Bandirektör Karl Hjalmar Peterson

Bandirektör var den högre tekniske järnvägstjänsteman, som – vid Statens Järnvägar inom ett distrikten, i övrigt vid järnvägen i fråga – förestod och ledde banavdelningens angelägenheter. Inom ett statsbanedistrikt var bandirektören ledamot av distriktsförvaltningen och föredrog där banavdelningens ärenden.